# Lichtenwörth
Lichtenwörth osztrák mezőváros Alsó-Ausztria Bécsújhelyvidéki járásában. 2020 januárjában 2742 lakosa volt. 

## Elhelyezkedése

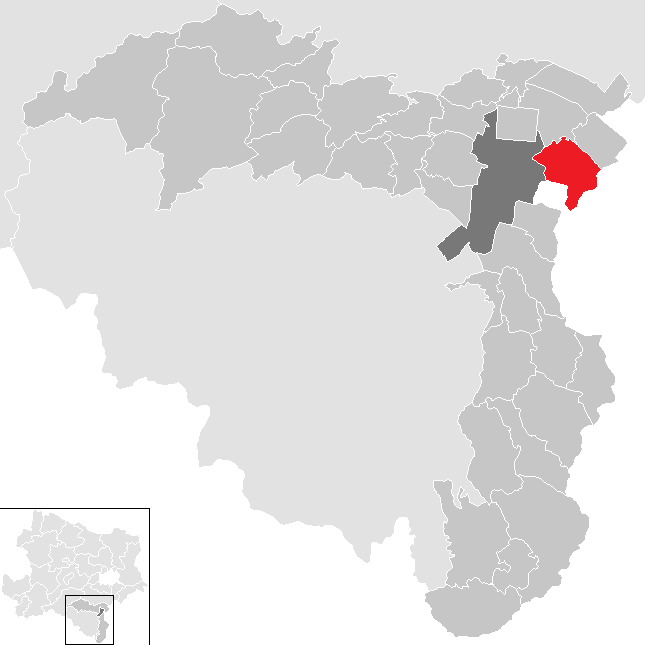
Lichtenwörth a Bécsújhelyvidéki járásban

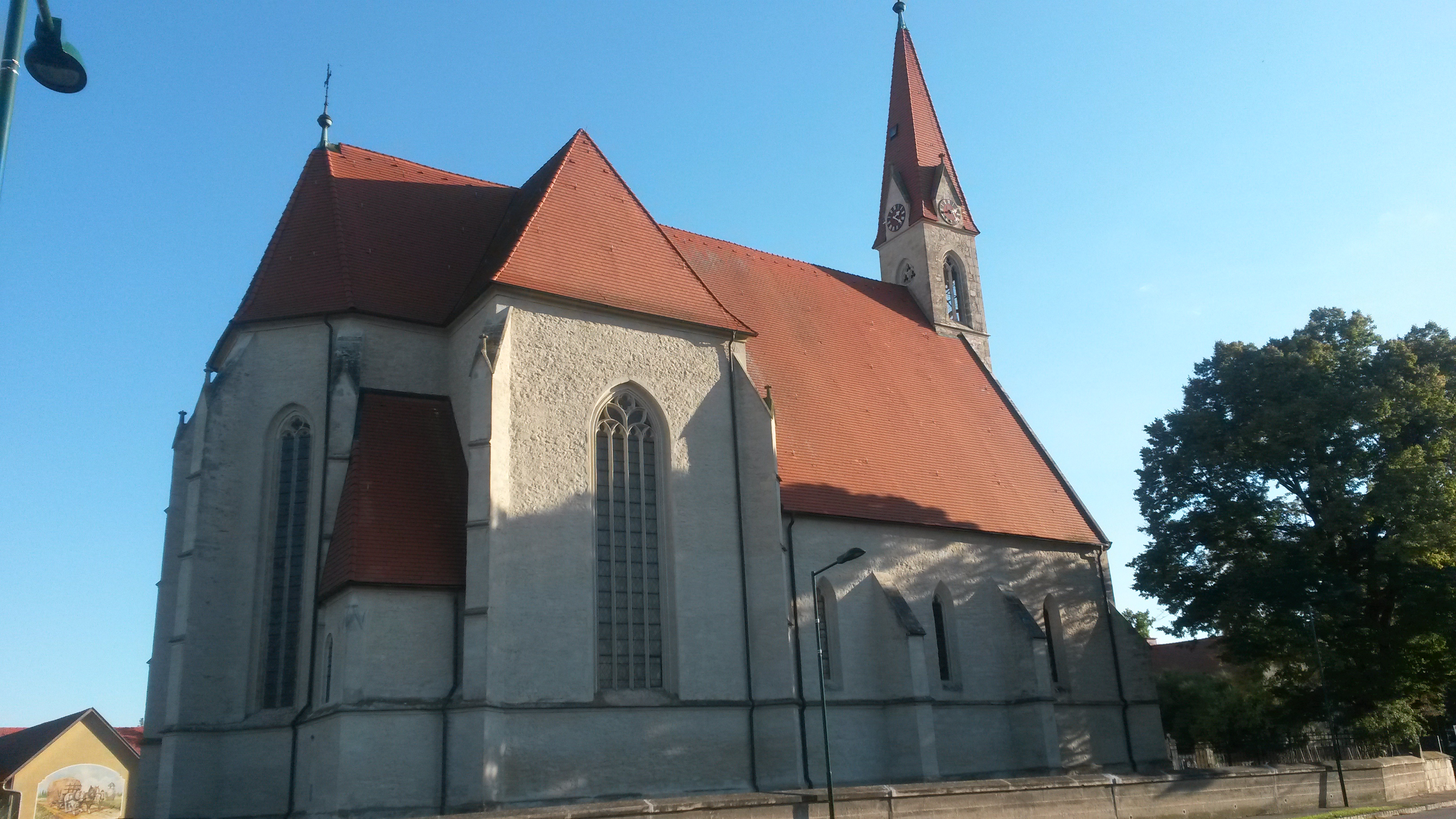
A Szt. Jakab-plébániatemplom

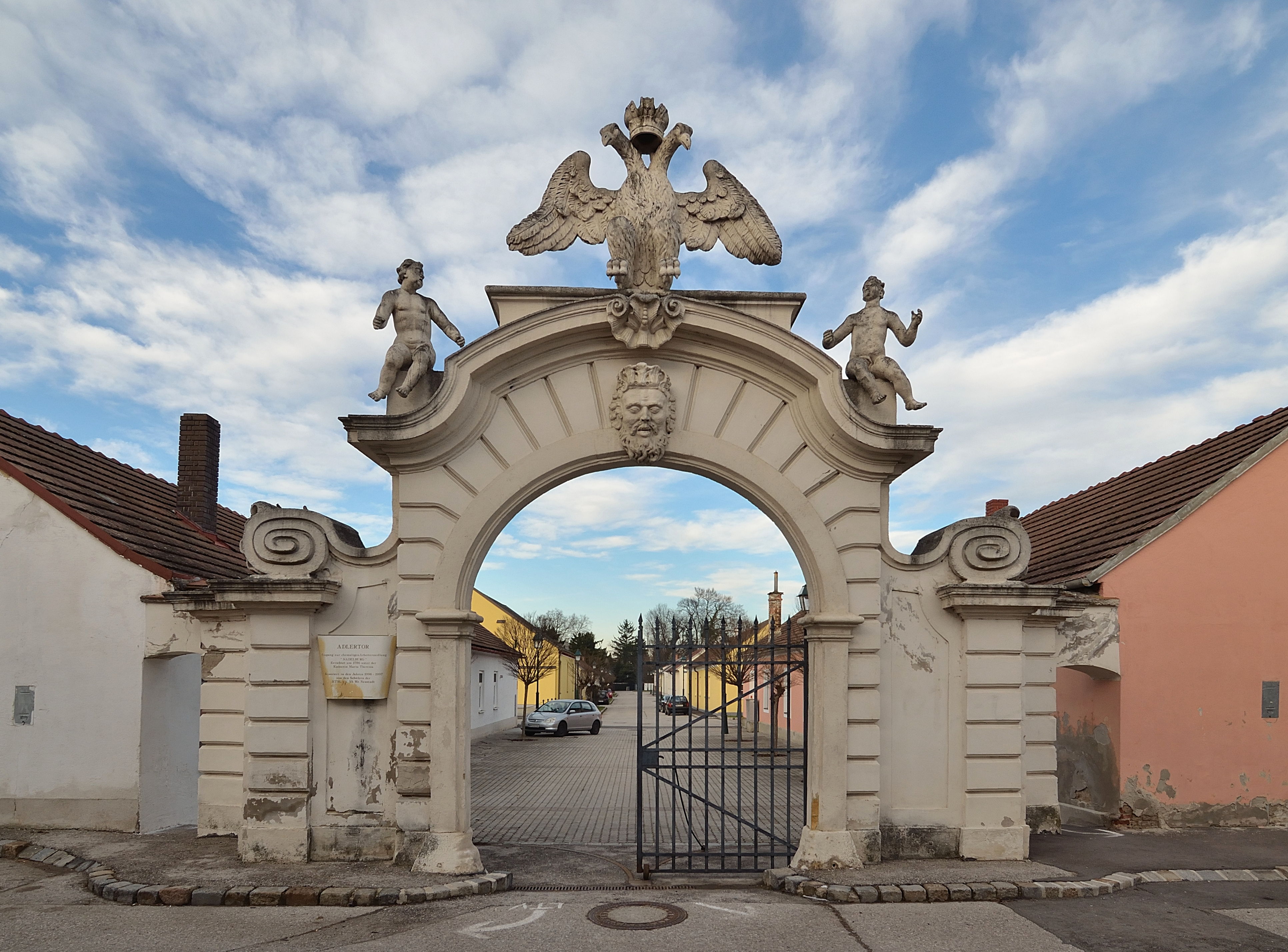
A nadelburgi munkásfalu sasos kapuja

Lichtenwörth a tartomány Industrieviertel régiójában fekszik a Steinfeld-síkságon, a Lajta és a Warme Fischa folyók között között. Területének 29,7%-a erdő, 56,2% áll mezőgazdasági művelés alatt. Az önkormányzat 6 településrészt és falut egyesít: Lichtenwörth, Alte Siedlung, Am Stampf, Nadelburg, Neue Siedlung és Waldheim.
A környező önkormányzatok: nyugatra Bécsújhely, északra Eggendorf, északnyugatra Zillingdorf, délkeletre Pecsenyéd, délre Lajtaszentmiklós.

## Története
Lichtenwörthöt először 1163-ban említik. 1174-ben III. Adalbert salzburgi érsek a voraui apátságnak adományozta "Lutunwerde" egyházközségi jogait és a tized egy részét. A 12. században vizesárokkal körülvett vár épült a Warme Fischa egyik kanyarulatában, ezt azonban Mátyás magyar király hadai a 15. század végén lerombolták. A mesterséges sziget megmaradt a vár helyén, ahol később püspöki parkot (a mai Villateich) létesítettek. 
1747-ben Nadelburgban tű- és drótgyártó üzemet alapítottak, amely hamarosan tönkrement és 1767-ben Batthyány Tódor vásárolta meg. Halála után a bécsi Anton Hainischhez került, aki felvirágoztatta a gyárat, melyben különböző háztartási fémeszközöket készítettek. A Nadelburger Metallwarenwerke 1930-ban zárt be, a gyárépületet 1986-ban műemléki védelem alá helyezték.
A második világháborúban Lichtenwörthben a mauthauseni koncentrációs tábor altábora működött, ahol magyar zsidó nőket tartottak fogva. Az éhezés és rossz higiéniai viszonyok miatt tífuszjárvány tört ki a táborban, amely átterjedt a falu lakóira, akik közül 52-en haltak meg.  
Lichtenwörth község 1992-ben kapott mezővárosi státuszt.

## Lakosság
A lichtenwörthi önkormányzat területén 2020 januárjában 2742 fő élt. A lakosságszám 2011-ig gyarapodó tendenciát mutatott; azóta némileg csökkent. 2018-ban az ittlakók 90,4%-a volt osztrák állampolgár; a külföldiek közül 0,9% a régi (2004 előtti), 3,3% az új EU-tagállamokból érkezett. 4,2% a volt Jugoszlávia (Szlovénia és Horvátország nélkül) vagy Törökország, 1,2% egyéb országok polgára volt.2001-ben a lakosok 70,2%-a római katolikusnak, 3,1% evangélikusnak, 1,5% ortodoxnak, 10,5% mohamedánnak, 13,7% pedig felekezeten kívülinek vallotta magát. Ugyanekkor a legnagyobb nemzetiségi csoportokat a német (85,3%) mellett a törökök (9,6%), a magyarok (1,5%, 44 fő)és a szerbek (1,5%) alkották.  
A népesség változása:

| 2016 | 2 765 |
| 2018 | 2 727 |

## Látnivalók
- a Szt. Jakab-plébániatemplom
- a nadelburgi Szt. Teréz-templom
- a Mária Terézia-korabeli nadelburgi munkásfalu és annak ún. sasos kapuja
- a nadelburgi múzeum

## Híres lichtenwörthiek
- Dominic Thiem (1993-) teniszező

## Fordítás
- Ez a szócikk részben vagy egészben  a   Lichtenwörth című német Wikipédia-szócikk ezen változatának fordításán alapul.  Az eredeti cikk szerkesztőit annak laptörténete sorolja fel. Ez a jelzés csupán a megfogalmazás eredetét és a szerzői jogokat jelzi, nem szolgál a cikkben szereplő információk forrásmegjelöléseként.